# آرتسم میخالنکا
آرتسم میخالنکا (به انگلیسی: Artsem Mikhalenka) (زاده ۲۳ ژانویه ۱۹۹۰) خواننده بلاروسی است.
او عضو گروه ۳+۲ است.